# Kiểm soát quyền lực nhà nước
Kiểm soát quyền lực nhà nước là toàn bộ hoạt động xem xét, theo dõi, đánh giá để ngăn chặn, loại bỏ những nguy cơ, những hành vi, những việc làm sai trái của các chủ thể (gồm cơ quan nhà nước và nhân viên nhà nước) trong tổ chức và thực hiện quyền lực nhà nước bảo đảm cho quyền lực nhà nước được sử dụng và thực hiện theo Hiến pháp và pháp luật.

## Đặc điểm
- Mục đích kiểm soát quyền lực nhà nước là nhằm ngăn ngừa, loại bỏ những nguy cơ lạm quyền.
- Nội dung kiểm soát quyền lực nhà nước là tổ chức và thực hiện quyền lập pháp, hành pháp, tư pháp.
- Đối tượng kiểm soát quyền lực nhà nước là tất cả các chủ thể thực hiện quyền lực nhà nước.
- Chủ thể kiểm soát quyền lực nhà nước là các cơ quan trong bộ máy nhà nước, mặt trận tổ quốc, công dân...
- Các hình thức kiểm soát quyền lực nhà nước là hoạt động thanh tra, kiểm tra, giám sát, kiểm sát...

## Cơ chế kiểm soát

### Khái niệm
Cơ chế pháp lý kiểm soát quyền lực nhà nước là tổng thể các thể chế pháp lý và các thiết chế có mối liên hệ chặt chẽ với nhau, vận hành theo quy định của pháp luật nhằm phòng ngừa, loại bỏ nguy cơ và hành vi vi phạm pháp luật của các chủ thể thực hiện quyền lực nhà nước, bảo đảm quyền lực nhà nước vận hành theo Hiến pháp và pháp luật, đúng mục đích và hiệu quả.

### Đặc điểm
- Là một chỉnh thể thống nhất của các thể chế pháp lý và thiết chế có mối quan hệ tác động qua lại nhằm bảo đảm quyền lực nhà nước được sử dụng đúng và hiệu quả.
- Là một chỉnh thể thống nhất của các thiết chế bên trong và bên ngoài.
- Là một chỉnh thể thống nhất của kiểm soát quyền lực nói chung và kiểm soát các nhánh quyền lực nói riêng.
- Là yếu tố thuộc kiến trúc thượng tầng nên chịu ảnh hưởng của trình độ phát triển kinh tế – xã hội của mỗi quốc gia.

### Yếu tố cấu thành

#### Thể chếpháp lý
Thể chế pháp lý là tổng thể các quy phạm pháp luật, có mối liên hệ chặt chẽ, thống nhất, quy định nguyên tắc, trình tự, thủ tục, nội dung, hậu quả pháp lý của việc kiểm soát quyền lực nhà nước, được biểu hiện trong các văn bản quy phạm pháp luật.

#### Thiết chế
Các thiết chế kiểm soát quyền lực nhà nước bao gồm các cơ quan trong bộ máy của nhà nước như: Quốc hội, Chủ tịch nước, Chính phủ, Thủ tướng Chính phủ, Tòa án nhân dân, Viện kiểm sát nhân dân, Kiểm toán nhà nước, Hội đồng bầu cử quốc gia, Hội đồng nhân dân và Ủy ban nhân dân các cấp; và các thiết chế bên ngoài như: Đảng Cộng sản Việt Nam, Mặt trận Tổ quốc, Công đoàn, Hội nông dân, Đoàn thanh niên, Hội liên hiệp phụ nữ, Hội cựu chiến binh, Các tổ chức xã hội, nghề nghiệp...